# Neajlovu (okręg Giurgiu)
Neajlovu – wieś w Rumunii, w okręgu Giurgiu, w gminie Clejani. W 2011 roku liczyła 718 mieszkańców.